# Baude Cordier
Pour les articles homonymes, voir Cordier.
Baude Cordier (né à Reims en 1364 — mort avant 1440, actif de 1378 à 1395), est un compositeur français représentatif de l'Ars subtilior français.

## Éléments biographiques
Baude Cordier est un compositeur de la fin du XIVe siècle et du début du XVe siècle, contemporain de Jean Tapissier son ami et collègue, Johannes Carmen et Johannes Cesaris. Il est actif entre la mort de Guillaume de Machaut (1377) et la maturité de Guillaume Dufay,. 
On connaît peu de choses sur ce musicien. Craig Wright le présente en hypothèse, comme le pseudonyme professionnel de Baude Fresnel. L'appellation « cordier » est le nom du harpiste. Dès le 10 janvier 1384, il est au service de Philippe II le Hardi, duc de bourgogne. Il est également organiste et désigné comme « Maistre », indication qu'il était un maître ès arts. Il est à Milan et Avignon avec le duc en 1391, puis de nouveau à Avignon en 1395 (année de son mariage).
L'un des seuls éléments de sa vie est connu par le manuscrit portant le canon Tout par compas suy composés et les quatre rondeaux qui l'entourent : il est connu de Reims « jusqu'à Rome »,. Dans sa forme, cette œuvre suggère une influence italienne, celle de la caccia.

## Œuvre
Baude Cordier est un compositeur de transition entre l'ars subtilior, à l'écriture complexe, notamment rythmique, et plus de simplicité, caractéristique du futur style de Guillaume Dufay et Gilles Binchois, avec l'usage du style imitatif. Les « accents de sa musique ont souvent un caractère plus italien que français ».
On trouve la plupart de ses œuvres musicales dans le codex Chantilly, mais ajoutées tardivement. Le manuscrit regroupe une importante collection de musique de l'ars subtilior. 
Certaines de ses musiques sont remarquables par la manière dont elles sont notées, la musique du rondeau Belle, bonne et sage se présente sur une portée en forme de cœur (et présente l’acrostiche de son nom), le canon Tout par compas est noté sur une portée circulaire.
Sa musique était connue en Italie, car on a trouvé certaines de ses œuvres dans des manuscrits du nord de l'Italie. Onze œuvres sont conservées, dont neuf rondeaux à trois voix. 
- Rondeaux : 
  - Belle, bonne, sage, plaisant, à 3 voix (Codex Chantilly, fo 11v)
  - Tout par compas suy composés, canon à 3 voix (Codex Chantilly, fo 12)
  - Ce jour de l'an que maint, à 3 voix
  - Je suy celuy qui veul, à 3 voix
  - Pour le deffault du noble dieu Bachus, à 3 voix
  - Que vaut avoir qui ne vit, à 3 voix
  - Tant ay de plaisir et de desplaisance, à 3 voix
  - Amans, amés secretement, à 3 voix
  - Se cuer d'amant par soy, à 3 voix (Bologne I-Bc, Codex Q15)
- Dame excellent ou sont bonté, ballade à 4 voix
- Gloria à trois voix (F-APT 16bis et I-Bc Q15) mouvement de messe accompagné du Credo de Tapissier dans les manuscrits. L'amen étant différent dans les deux sources[4].

## Édition moderne
- Early Fifteenth-Century Music, éd. Gilbert Reaney, Corpus mensurabilis musicæ, xi/1 (1955).